# كوديلو

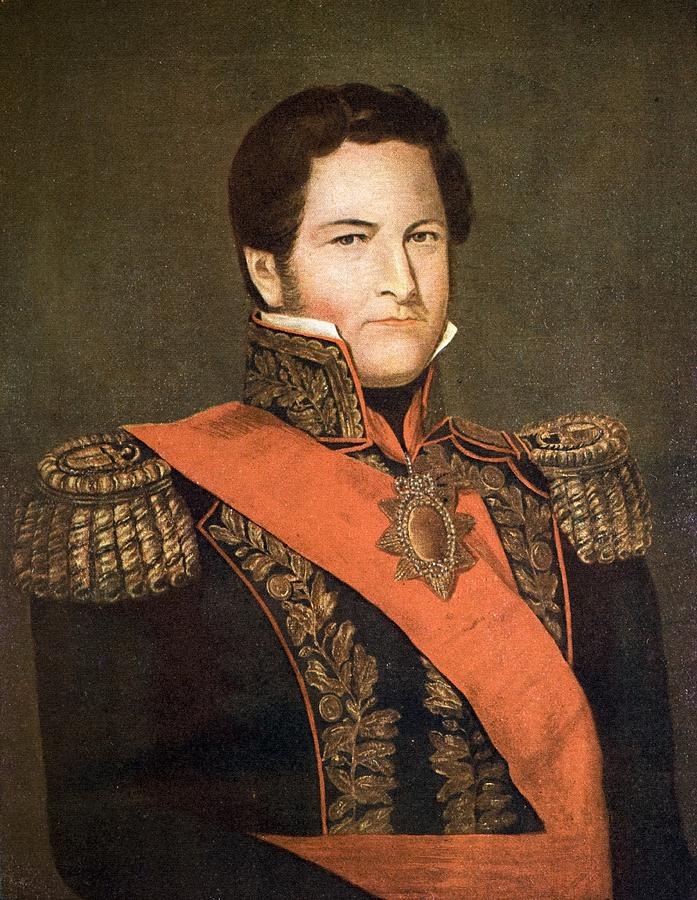
خوان مانويل دي روساس، ج. 1841 كيتانو ديسكالي، نموذج كوديلو

الحاكم المستبد أو كوديلو (/kɔːˈdiː(l)joʊ, kaʊˈ-/ kaw-DEE(L)-yoh-,_-kow ، تلفظ بالإسبانية: ‎/kauˈðiʎo/‏؛ Old Spanish من اللاتينية capitellum ، ضاله من الفرد «الرأس») هو نوع شخصية زعيم الجيش والسلطة السياسية. لا يوجد تعريف دقيق لل كوديلو، والذي يستخدم غالبًا بالتبادل مع «الديكتاتور» و«الرجل القوي». يرتبط المصطلح تاريخيا بإسبانيا، وأمريكا الإسبانية بعد أن حصلت كل تلك المنطقة على استقلالها في أوائل القرن التاسع عشر.
قد تكون مرتبطة جذور كوديلو بإطار الحكم في إسبانيا في العصور الوسطى وأوائل العصر الحديث خلال إسترداد الأندلس من المغاربة. خلال الحقبة الاستعمارية، أكد التاج الأسباني سلطته وأنشأ عددًا كبيرًا من المؤسسات البيروقراطية التي منعت مثل هذا الحكم الشخصي. يجادل المؤرخ جون لينش بأن صعود الكوليدو في أمريكا الإسبانية لا يتجذر للماضي الإسباني البعيد بل في السياق المباشر لحروب الاستقلال الإسبانية الأمريكية. تلك الحروب أسقطت الحكم الاستعماري وتركت فراغ في السلطة في أوائل القرن التاسع عشر. كان كوديل مؤثرًا جدًا في تاريخ أمريكا الإسبانية وله تراث مؤثر على الحركات السياسية في العصر الحديث.
وغالبا ما يستخدم المصطلح كازدراء من قبل منتقدي النظام. ومع ذلك، فإن الجنرال الأسباني فرانشيسكو فرانكو (1936–1975) أخذ لقبه بفخر  أثناء وبعد الإطاحة العسكرية بالجمهورية الإسبانية الثانية في الحرب الأهلية الإسبانية (1936-1939)، بالتوازي مع الألمانية والإيطالية ما يعادلها من نفس الفترة: فوهرر ودوتشي. قام المراقبون الأسبان أثناء حكمه بمهاجمة الناشرين الذين أطلقوا المصطلح على الرجال الأمريكيين ذوي الأصول الأسبانية. ممارسة كاليدو للسلطة هو شكل استبداديً. قام العلماء بتطبيق المصطلح على مجموعة متنوعة من القادة الأمريكيين من أصل إسباني.

## معرض لكاليدو المهمين

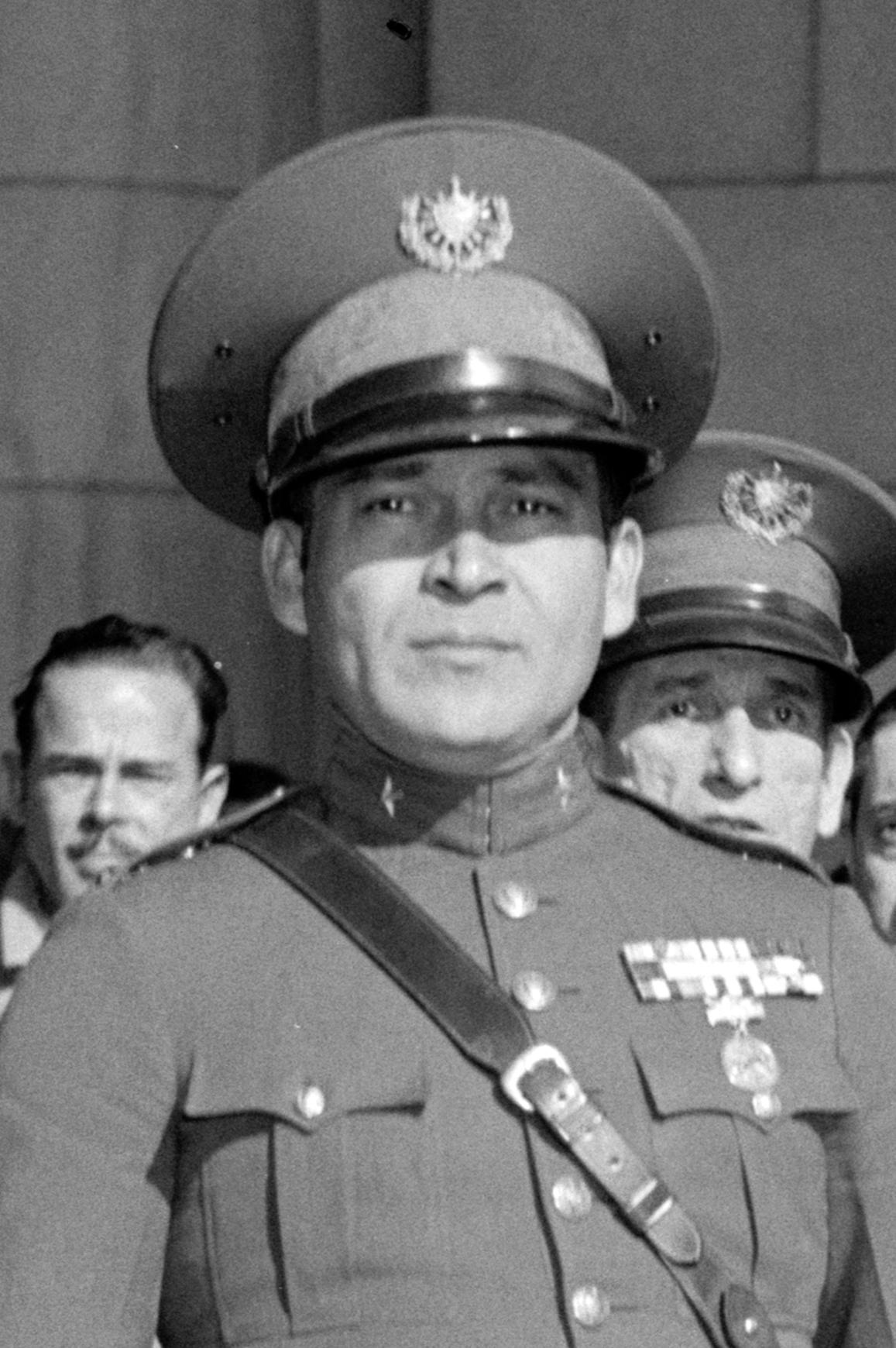
Fulgencio Batista, Cuba
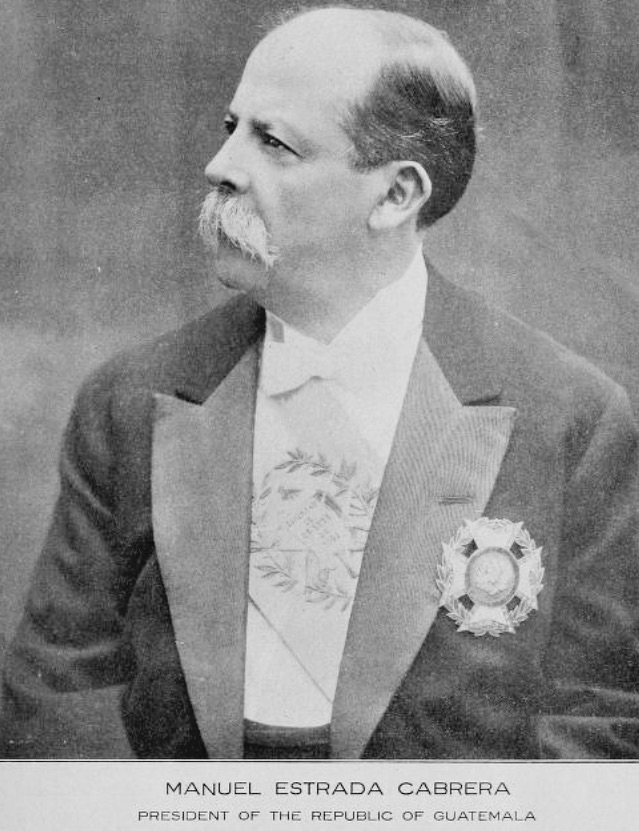
Manuel Estrada Cabrera, Guatemala
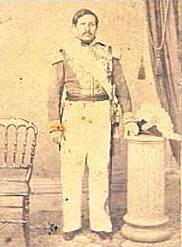
Rafael Carrera, Guatemala
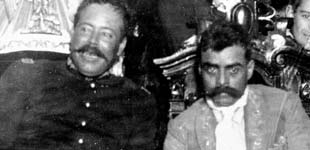
Pancho Villa (left) & Emiliano Zapata. Mexico
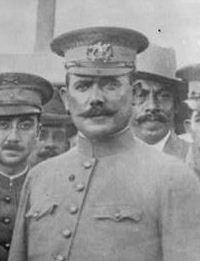
Álvaro Obregón, Mexico
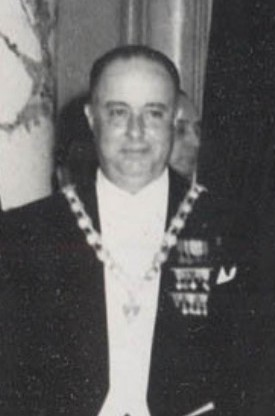
Anastasio Somoza García, Nicaragua
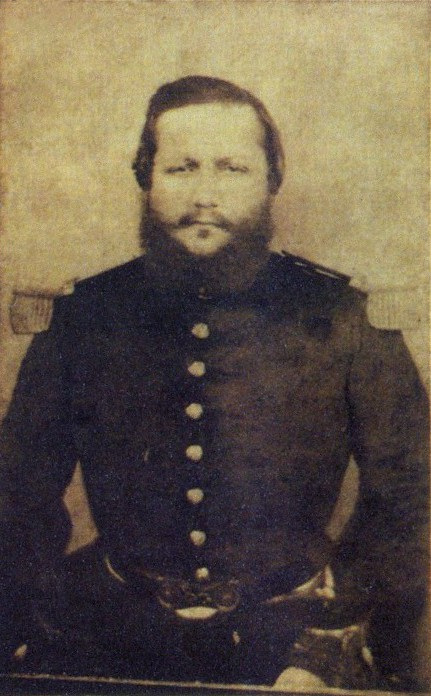
Francisco Solano López, Paraguay